# 辛普森一家大电影
《辛普森一家大电影》（英語：The Simpsons Movie）是一部2007年的美国动画喜剧电影，根据动画电视系列剧《辛普森一家》改编。影片由大卫·斯沃曼执导，电视剧集中的主要配音演员丹·卡斯泰兰尼塔、朱莉·卡夫娜、南茜·卡特莱特、雅德丽·史密斯、汉克·阿扎利亚、哈里·谢尔、崔丝·麦妮利和帕梅拉·海登参加配音，还有艾伯特·布鲁克斯为片中的美国国家环境保护局局长拉斯·卡吉尔（Russ Cargill）配音，拉斯·卡吉尔在霍默污染了春田镇的湖水后决定把整个镇炸毁。镇上的人们出于愤怒把霍默赶了出去，霍默的家人之后也离开了他。为了给自己的愚蠢赎罪，霍默决定阻止卡吉尔的阴谋。
《辛普森一家》的主创人员早在节目开拍后不久就打算制作电影版，但由于没有合适的剧本和足够的剧组成员而一拖再拖。2001年，制片人詹姆斯·L·布鲁克斯、马特·格罗宁、阿尔·让、迈克·斯库利和理查德·坂井开始开发这一项目，编剧则是个包括斯库利、让、布鲁克斯、格罗宁、乔治·迈尔、大卫·米尔金、迈克·里斯、约翰·斯沃兹维尔德（John Swartzwelder）、约翰·维蒂、伊安·马克斯通-格雷厄姆和马特·塞尔曼的庞大团队。众人设想了大量的剧情，最后格罗宁的构思发展成了电影。剧本经过上百次修订，2006年开始制作动画后又进行了大量改动。这意味着有许多已经拍好的素材只能剪掉，其中包括埃琳·布罗克维奇、明妮·德里弗、艾拉·菲舍尔、凯尔希·格兰莫和爱德华·诺顿的客串出镜。汤姆·汉克斯和年轻岁月在最终完成的影片中以真实身份出镜。
制片公司与包括汉堡王和7-11在内的多家公司达成促销协议，把部分店铺装修成《辛普森一家》中的Kwik-E-Mart便利商店。影片在佛蒙特州的斯普林菲尔德首映，当地通过赢得福克斯公司举办的竞赛获得了首映权。影片在商业和专业评价两方面都获得了成功，7500万美元预算最终赢得超过5.27亿美元的全球票房。

## 剧情
电影延续电视剧集《辛普森一家》的剧情，主要关注生活在春田镇的辛普森家族，其中包括男主人霍默·辛普森（丹·卡斯泰兰尼塔配音）和夫人玛琦（朱莉·卡夫娜配音），两人有三个孩子，分别是巴特（南茜·卡特莱特配音）、莉萨（雅德丽·史密斯配音）和玛吉。
摇滚乐队年轻岁月来到春田镇，并在春田湖上演出，但由于湖水污染严重，乐队成员所乘的船被湖水溶解，船上的人因此丧生。主唱比利·乔·阿姆斯特朗向观众宣传环保，但却激起众人不满。到了周日教堂的追悼会上，亚伯拉罕·辛普森（丹·卡斯泰兰尼塔配音）预言小镇会遭到毁灭，但只有玛琦相信他。这天下午，霍默和儿子巴特打赌，说儿子肯定不敢一丝不挂地在大街上溜滑板，巴特照做后被警长克兰西·维古姆（汉克·阿扎里亚配音）逮捕，巴特觉得自己遭到父亲的陷害，于是开始认为邻居内德·弗兰德（哈里·谢尔）才是个理想的父亲。莉萨爱上一个叫科林（崔丝·麦妮利配音）的男孩，之后他们成功说服镇上居民清理春田湖。
与此同时，霍默从镇上的汉堡餐馆领养了一头猪并为其取命“蜘蛛猪”（之后又更名为“哈利·波波”），把猪的粪便（还有些他自己的粪便）留在一个筒仓，之后玛琦发现了丈夫的所作所为，叮嘱他把这些粪便送到垃圾处理厂。霍默本打算照做，但这时莱尼（哈里·谢尔配音）打来电话，说镇上的甜甜圈店准备关门，那里的甜甜圈都会免费派发，这时去工厂的路正堵车，于是不耐烦的霍默直接把筒仓倒进了春田湖。过了一小会儿，一只松鼠跳进湖里，再出来的时候已经出现严重的变异，弗兰德和巴特看到了这只松鼠，它随后就被环境保护局的人捕获。环保局局长拉斯·卡吉尔（艾伯特·布鲁克斯配音）向美国总统阿诺·施瓦辛格（哈里·谢尔配音）递交了5个“无法想象”的方案，旨在控制住春田镇的污染不会外泄；施瓦辛格“随机”选择了用巨型玻璃穹顶把小镇罩起来的方案。镇上的警察发现湖中有霍默倒进去的筒仓，大群愤怒的暴民朝辛普森家中逼进，打算要他们全家人偿命，一家人通过一个沉洞逃出春田镇，沉洞很快就扩大到摧毁了他们的房子。看到环保局还在四处搜索逃犯，霍默打算逃到阿拉斯加州。
经过数星期的与世隔绝，春田镇居民终于开始力图打败穹顶逃出生天，卡吉尔利用这些破坏告诫施瓦辛格事情的严重性，促使总统下令将该镇摧毁。辛普森一家已经到达阿拉斯加，他们看到一份由汤姆·汉克斯演出的广告，称美国将会有一个新的大峡谷，地点就在春田镇，众人意识到小镇将遭灭顶之灾，玛琦和孩子们动身回去施以援手，但霍默拒绝同去。霍默独自一人坐在冰山上漂流，玛琦和孩子们先是被美国国家安全局的人发现，随后就遭环保局的人擒获。霍默受到一头北极熊的威胁，幸得一位神秘的因纽特人巫师所救，这让他有所顿悟并决定返回春田镇。霍默赶到时，一架直升机用绳子从穹顶顶端的一个洞口将一颗炸弹放进去。他顺绳而下，把许多试图爬绳逃跑的居民和炸弹一起撞倒在地。霍默与巴特和解后，父子俩骑着摩托车沿穹顶内沿朝顶端的洞口开去，巴特在炸弹爆炸几秒钟前把炸弹扔出了洞口，巨大的爆炸把穹顶炸碎，小镇重获生机。卡吉尔用枪口对准了霍默父子，但被玛吉用石头打在头上而晕了过去。霍默骑着摩托车带上夫人和幼女一起朝日落开去，镇上居民向他们欢呼，然后开始重建春田镇。

## 制作

### 发展
《辛普森一家》的制作团队早在节目开播后不久就开始设想拍摄一部改编电影。剧集主创人马特·格罗宁认为，一部电影长片可以让他们把节目的规模和动画镜头的复杂程度提高到电视剧集无法企及的高度。他曾打算在节目完结后再来制作这部电影，“但由于收视率很好”而改变了主意。剧组起初计划把剧集第4季第1集《库斯提夏令营》（Kamp Krusty）改编成电影，但之后因难以把剧情扩展到一部电影的长度而作罢，拍摄电影的计划也搁置了很长时间。大家难以找到一个适合拍成电影的故事，同时剧组已经全职为电视剧集工作，没有足够的时间来完成电影项目。格罗宁还表示期望能拍摄一部名叫《辛普森幻想曲》（Simpstasia）的作品来戏仿《幻想曲》，但这一目标也没有实现，这部分是因为设想的情节难以编写出一部长片电影的剧本。菲尔·哈特曼去世前曾表示自己期望能以他在《辛普森一家》中配音的特洛伊·麦克卢尔一角为原型，拍摄一部真人电影，节目的多位剧组成员对此都表示愿意帮忙。
配音演员于2001年签订为电影版配音的合约，接下来的工作开始进入编剧阶段。几位制片人起初担心制作电影版会对电视剧集产生不利影响，因为他们没有足够的人手来同时专注于处理两个项目。但随着节目的不断发展，越来越多的编剧和动画师获聘加入，这样就有了足够的人手来同时制作电视剧和电影。格罗宁和詹姆斯·L·布鲁克斯邀请迈克·斯库利（Mike Scully）和阿尔·让（他还在继续担任电视剧的节目运作人）一起担任电影的制片人。接下来他们又与大卫·斯沃曼签约，请他担任导演，斯沃曼为此选择从皮克斯动画工作室辞职。编剧团队是《辛普森一家》的最强组合，许多为早期节目编剧的剧作家入选。首先获选的是大卫·米尔金、迈克·里斯、乔治·迈尔（George Meyer）、约翰·斯沃兹维尔德和约翰·维蒂，随后又有伊安·马克斯通-格雷厄姆（Ian Maxtone-Graham）和马特·塞尔曼加入，布鲁克斯、格罗宁、斯库利和让都编写了部分剧本内容。萨姆·西蒙曾于1993年由于创作理念差异而离开了节目，这次他也没有回归；另一位前编剧柯南·奥布莱恩希望能够和《辛普森一家》的其他工作人员再度合作，他开玩笑称：“我担心自己用来编写《辛普森一家》的那部分大脑已经在谈论了14年的琳赛·萝涵和《篮球兄弟》中那个家伙后被完全毁掉了，所以或许这样才是最好的吧”。导演布拉德·伯德也对这个项目很有兴趣，但由于需要拍摄《美食总动员》而无法抽出足够时间。几位制片人还与福克斯公司达成协议，如果觉得剧本欠佳，他们有权在任何时候中止电影的制作。
剧本创作从2003年起继续进行，工作在格罗宁1987年首次构想《辛普森一家》的一处小平房展开。众编剧花了6个月时间讨论剧情，每人都提供了粗略的构思。阿尔·让提议安排这家人去救海牛，这一构思之后成为2005年的一集《海牛的篝火》（Bonfire of the Manatees）；还有人提出类似《楚门的世界》的理念，剧中角色发现自己的生活实际上却是电视节目，但格罗宁否决了这一构想，因为他觉得辛普森一家人应该“永远都不会知道自己原来都是名流”。格罗宁看到有关某镇把猪的粪便倒进水源的报道后产生灵感，进而发展出本片的剧情。由于让希望看到巴特·辛普森在知道内德·弗兰德才是自己真正的父亲后生活会是什么样子，因此弗兰德在本片中成为重要角色。对剧情的基本轮廓达成一致后，一众编剧分成7个小组。让、斯库利、里斯、斯沃兹维尔德、维蒂、米尔金和迈尔各编写了25页的剧本，然后大家再在1个月后会面，把7个部分合并成一段“非常粗糙的草稿”。影片剧本的编写方式也和电视剧集相同：编剧围桌而坐，相互交流看法，试着将他人逗乐。剧本经过了超过100次修订，还曾一度编写成歌舞片，但其中采用的歌曲接下来经过了一次又一次地缩减，最终大家放弃了这个想法。格罗宁表示，自己期望能让电影版远比电视优秀，让观众“看到一些远所未见的东西”。

### 动画

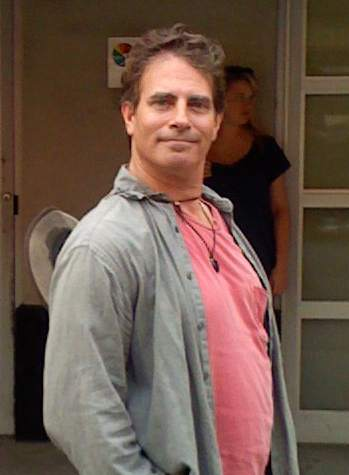
导演大卫·斯沃曼通过观看自己之前执导的一些电视版剧集来寻找灵感

电影的动画制作从2006年1月开始，第一个分镜的镜头是《痒痒鼠与抓抓猫》。格罗宁不愿意把本片拍成真人或纯电脑绘图电影，声称片中采用的动画是“故意做得不完美”，在“向手绘动画艺术致敬”。影片采用2.35比1的宽银幕宽高比摄制，以求与电视节目存在明显差别，采用的调色板尺寸比一众动画师之前所采用过的都要大。许多动画都是用和冠最高端的數位繪圖板制作，这种设备可以将图像直接绘制到计算机的监视器上，使制作过程方便很多。所有的动画制作一共分给了世界各地的4个动画工作室完成，分别是加利福尼亚州伯班克的罗曼电影、格伦代尔的粗稿动画长片，以及位于韩国首尔的和粗稿动画长片分部。与电视剧集一样，所有分镜、角色动画、背景布置和样片制作部分都是在美国完成，海外工作室主要完成的是动画、补间动画和数字墨迹处理。
导演大卫·斯沃曼表示，与制作电视剧集时必须“挑挑拣拣”不同，电影让他们可以在每一个镜头上都给予足够的关注。电影中的角色与电视中相比存在一点显著区别，他们都有了影子。斯沃曼和几位动画师观看了包括《超人总动员》、《疯狂约会美丽都》和《黑岩喋血记》（Bad Day at Black Rock）等电影寻找灵感，因为这些作品都是“如何安排角色（位置）的绝佳教材”。他们在迪斯尼电影《小飞象》和布鲁托动画片《布鲁托的审判日》（Pluto's Judgment Day）中寻觅梦境桥段的构思，还从《疯狂世界》（It's a Mad, Mad, Mad, Mad World）获取人群的制作理念。斯沃曼观看了自己执导的一些《辛普森一家》剧集，其中主要是他最喜欢的两集：《小丑霍默》（Homie the Clown）和《三个男人与漫画书》（Three Men and a Comic Book）。迈克·安德森（Mike B. Anderson）、劳伦·麦克穆兰（Lauren MacMullan）、里奇·摩尔和史蒂芬·迪恩·莫尔（Steven Dean Moore）都在斯沃曼的监督下执导了一段动画，这些动画一共约占到整部电影片长的四分之一，此外还有其他多位动画师参与了镜头的制作。

### 配音演员
为了制作片中人群游行的镜头，制作团队参考了一张包含320多个《辛普森一家》角色的海报。格罗宁表示，他们曾试图把电视剧中的每个角色都加入电影中，其中98个角色会有台词，人群中的绝大部分角色都是之前就已经有的人物，而不是某个路人甲。电视剧集的几位主要配音演员：丹·卡斯泰兰尼塔、朱莉·卡夫娜、南茜·卡特莱特、雅德丽·史密斯、汉克·阿扎里亚和哈里·谢尔，以及经常参与配音的崔丝·麦妮利（Tress MacNeille）、帕梅拉·海登（Pamela Hayden）、玛西娅·华莱士（Marcia Wallace）、玛吉·罗斯威尔（Maggie Roswell）、露西·泰勒（Russi Taylor）和卡尔·威德戈特（Karl Wiedergott）都为电影中的同一角色配音。乔·曼特纳（Joe Mantegna）也回归为安东尼·达米科配音。曾为多集节目中的客串角色配音的艾伯特·布鲁克斯向电影剧组表示有意加入，于是他成为片中的美国国家环境保护局局长拉斯·卡吉尔。布鲁克斯花了“约一周时间”重新熟悉自己在《你只能搬两次家》中配音的汉克·斯科皮奥（Hank Scorpio）一角，但剧组觉得还是给他另创新角更为合适。

片中大群暴民朝霍默逼近的镜头包含有超过320个人物

众配音演员在2005年5月进行了首次剧本预读，并且从2006年6月开始每个星期都会进行录音直到电影制作完毕。詹姆斯··布鲁克斯指导了配音工作，这也是他自电视剧的早期剧集以来首次对演员配音进行指导。卡斯泰兰尼塔发现电影的录音过程比电视剧集“更加激烈”，而且“情感上更戏剧化”。包括玛琦给霍默的视频留言等多个片段录制了上百次之多，配音演员为此筋疲力尽。
编剧在创作电影开场时的音乐桥段时心中并没有确定这其中会是哪个乐队。年轻岁月通过主动要求客串出镜而得到了这些角色。汤姆·汉克斯也在片中以自己的真实身份出镜，他当时一接到电话就直接答应了邀请。《人人都爱雷蒙德》的主创人菲利普·罗森塔尔（Philip Rosenthal）为汉克斯出演的“新大峡谷”广告中的那位父亲配音。由于时间上的限制，有多位客串出镜演员配音的片段被剪。明妮·德里弗录制的一位辅导员的镜头就受到了此等待遇；爱德华·诺顿模仿伍迪·艾伦的嗓音为一个在穹顶安放时撞死的角色配音，但剧组觉得这样的声音太容易让观众分心，所以由卡斯泰兰尼塔用不同的嗓音把诺顿的对白重新录了一遍。埃琳·布罗克维奇和艾拉·菲舍尔也客串录制了片段，但之后都予剪除，没有出现在最终的电影中。凯尔希·格兰莫录制了杂耍家鲍伯的台词，这个角色在片中有多次出场，但这些镜头同样都被剪掉了。此外，还有报道称约翰尼·诺克斯维尔（Johnny Knoxville）有可能会客串参演。
阿诺·施瓦辛格在片中成为美国总统，但他并没有为角色配音。之所以选择这位男演员而非当时的总统乔治·沃克·布什是因为，主创人员不希望本片两年后就过时了。布鲁克斯对此有些打不定主意，因为施瓦辛格的“民意调查结果一路走低”，还称希望他“能在政治上东山再起”。动画师们开始时是按施瓦辛格的实际形象进行绘制，但其中一人提议，把总统的模样画成《辛普森一家》常见角色雷尼尔·沃尔夫卡斯特（Rainier Wolfcastle）的形象。这一提议得到了采纳，沃尔夫卡斯特的形象本就是施瓦辛格的漫画版本，只是在眼睛下方增加了更多皱纹，并且更换了人物发型。

### 剪辑
片中的每个环节都经过反复分析，故事主线、笑话和人物都经常会被改写。出于成本上的限制，大部分动画片在进入实际制作阶段后就不会再作出大规模改动，但《辛普森一家大电影》直到2007年5月仍在进行剪辑，这时距影片最终上映已经只剩下两个月时间。詹姆斯··布鲁克斯指出，电影其中一段预告片里70%的内容都不在最终的影片里，而这些预告片的素材都是源自8个星期前的作品。格罗宁表示，拍摄的素材即便再剪出两部电影还绰绰有余。片中新增了许多人物，但又有些因对影片无甚助益而剪除。起初是玛琦在教堂预见小镇会遭毁灭，但几位编剧认为这样的设定会太过黑暗，于是将人物换成了家族中的老祖父。莉莎一见钟情的科林一角也经过反复改写，起初他名叫德克斯特（Dexter）或阿德里安（Adrien），而且人物形象也经过彻底的变更。有人提议让米尔豪斯作为莉萨的心上人，但编剧们意识到，观众并不一定会知道这个角色对莉萨长期的爱恋。影片拍摄的素材中有一场追车戏，霍默把一些燃烧着的木乃伊朝环保局的人扔过去，这段镜头之后更换成了汽车旅馆和狂欢节的戏段，以求通过“更有感情并且实际”的内容来实现电影节奏上的变化。
2007年3月，本片在俄勒冈州波特兰和亚利桑那州凤凰城作了预映，之后电影还做了进一步更改。例如康和考斗斯（Kang and Kodos）在片尾字幕显现时极力批评本片的镜头就被删除。许多人在预映时觉得原片过于粗糙，霍默的一些行为也太过刻薄，所以有多段镜头予以淡化处理，以求让人物看起来更具亲和力。拉斯·卡吉尔一角也经过多次变更，最初的形象是为老汉，艾伯特·布鲁克斯模仿了唐纳德·拉姆斯菲尔德的说话方式。老人的形象是汉堡王使用的动作玩偶。卡吉尔、巴特和霍默在片尾时的戏段是之后增加的，以期给这个角色的故事划上句点，蜘蛛猪的调侃段落也是后期增加的。片中穹顶放在春田镇上空前曾有一段伯恩斯先生提醒观众的镜头，称观众要是继续看下去就不能再要求退票了，这段内容之后也被删除。其它剪除的内容包括霍默遇到一位香肠卡车司机的经历——这段内容收录在中——片尾一个蜘蛛猪的镜头，还有一段新闻报道，表示穹顶对春田镇诸如农业、体育等领域日常生活的影响，剪掉这场戏的原因是它和电影的整体背景不搭。片中原有多首长短不一的歌舞曲目，例如一首有关阿拉斯加州的歌曲，由戴夫·斯图尔特（Dave Stewart）作曲。阿尔·让表示，这样的内容在动画中已有些过火，让电影变得拖沓，所以剧组选择将其去除。

### 音乐
詹姆斯··布鲁克斯请汉斯·季默为电影谱曲，两人间有过多次合作，并且还是好友。季默觉得给本片作曲是一次“独一无二的挑战”，他必须要在尝试表现出《辛普森一家》风格的同时又不致令观众感到雷同。他采用了丹尼·艾夫曼的原创开场主题，但希望不会用得太多。季默为辛普森一家的每位成员都分别创作了主题音乐，霍默的主导动机是关注的一大焦点，巴特和玛琦同样有自己的主题，只是规模较小。经常为《辛普森一家》电视剧集作曲的阿尔夫·克劳森（Alf Clausen）没有获得参与本片的邀请，对此他表示：“有时你像挡风玻璃（在前方冲锋陷阵），有时你就是个讨厌鬼（般没人理睬）”。
年轻岁月除了在片中露面外，还录制了他们创作的辛普森一家主题，之后还作为单曲发布。季默把蜘蛛猪的歌转变成合唱作品，但这实际上只是他的一个玩笑，压根儿就没打算用到电影中去。此外，考虑到电影会通过国际发行，季默还为歌曲写了另外32种语言的配音版本歌词。在他看来，把歌词译为西班牙语是最困难的，配音的合唱团则为每一种外语配音版本演唱了这首歌曲。

## 文化指涉
电影中随处可见各种文化指涉和典故。片头年轻岁月在船沉没时以小提琴演奏《与主更亲近》，这是对1997年电影《泰坦尼克号》的戏仿。巴特赤身裸体地滑滑板时，所经过的地方总是有一些东西正好挡住他的生殖器，《王牌大贱谍》中就采用了这样的技巧。霍默和玛琦的爱情场面恶搞了包括《仙履奇缘》在内的多部迪斯尼影片，还有迪斯尼风格的动物帮他们脱衣服。起初这场戏采用了《绿野仙踪》中的音乐，里面的小鹿身上还有白色斑点，不过动画师觉得这和《小鹿斑比》也太像了，于是将其去除。巴特在火车上模仿米老鼠，自称是某“邪恶公司的吉祥物”。霍默玩的游戏叫《侠盗猎海象》，暗指侠盗猎车手系列电子游戏。他控制的人物在游戏中开枪打中一只正在跳踢踏舞的企鹅，暗指2006年的动画长片《快乐的大脚》。“蜘蛛猪”的歌曲是恶搞1967年推出的电视动画片《蜘蛛人》中的主题歌，莉萨的演讲题为《一个刺激的真相》（An Irritating Truth），涉及的典故是阿尔·戈尔的环保主题纪录片《难以忽视的真相》。片中的拆弹机器人则源于1987年电影《全金属外壳》中文森特·多诺费奥扮演的伦纳德·“派尔”·劳伦斯（Leonard "Pyle" Lawrence）一角，片中该角色也选择以类似方式自杀。片尾镇上居民的庆祝和《星球大战3：绝地归来》的结局类似，卡尔一角的手势与蓝道·卡利森完全相同。
霍默进入阿拉斯加州时收到的1000美元参照的是阿拉斯加永久基金股息。霍默抓住一辆过往卡车搭车回家的段落是在向男演员巴斯特·基顿致敬，而他产生顿悟的镜头内则包括向电影《妙想天开》和萨尔瓦多·达利作品致敬的内容。希拉里·罗德姆·克林顿成为痒痒猫的副手，朝辛普森家进发的大群暴徒中还有《魔戒》里的半兽人。玛琦和孩子们一起走上电视谈话节目《观点》（The View），告诉大家春田镇即将被摧毁，但这段内容之后剪掉了。编剧还创作了这次节目的全部内容，计划让拉斯·卡吉尔和节目主持人乔·贝哈（Joy Behar）发生一场枪战。另外还有一场剪掉的内容中有莫·希斯拉克介绍春田镇在穹顶内的各种物理形态变化，其中一种就是迪斯尼乐园的驰车天地。此外，电影中还有对之前《辛普森一家》电视剧集的指涉，例如《冒失鬼巴特》（Bart the Daredevil）中的那辆破烂救护车就撞到了春田谷旁的一棵树上。卡彭特乐队的单曲（意为《他们早就想靠近你》）出现在霍默和玛琦的婚礼视频中，而且电视剧中两人间的多场感情戏也采用了这首歌曲。

## 主题

这个镜头以苹果树为背景，意指身在伊甸园的亚当与夏娃。

阿尔·让称，电影传达的信息就是“男人应该听取自己妻子的意见”；此外，影片还嘲讽了现代社会的两个重大议题：宗教和环保。环保主题在片中随处可见：霍默对春田湖的污染、年轻岁月的客串出镜、莉莎的行动以及她对科林的感情，美国国家环保局的邪恶头目拉斯·卡吉尔等。埃德·冈萨雷斯认为，这些情节是在讽刺政府面对飓风卡特里娜对新奥尔良造成影响时的反应。《帝国杂志》的伊恩·内森对这一关注点持负面态度，认为让这电影中存在“明显会引起论战的政治议题”。穆伦堡学院的詹姆斯·布鲁姆（James D. Bloom）谈到了电影中“知性”议题的“明确性”，莉萨则是其中的典型表现。布鲁姆在文章中写道，影片开头时年轻岁月未能把观众的注意力转移到环境问题，这是一种剧情明确围绕文化议程来构建的模式，并且反思了适时存在的问题。
电影的宗教主题通过片中老祖父的教堂预言表现出来，只有玛琦相信他的话正是神的信号。格罗宁曾在面对他人有关这样的内容是否会让人感到冒犯时开玩笑称，片中“肯定有个非常活跃的神存在”。《辛普森一家的福音书》作者马克·平斯基（Mark I. Pinsky）认为，影片“尊重真正的信仰，同时也对各种伪善和假道学保持高度警惕”。对于片中教堂和酒馆佃户交换位置的镜头，平斯基认为这表现出“每个人都会犯错”的理念。平斯基还对内德·弗兰德进行分析，称“《辛普森一家》有意描绘我们的每个不同侧面……正是这点让它在我们与宗教的复杂关系上还能如此丰富和有趣”。树在电影的剧情发展中扮演了重要角色，片中所有的重要或感情戏段都可以看到树的存在。动画师们还在莉莎和科林首次见面时的镜头中加入了一棵苹果树，意指《圣经》中的亚当与夏娃以及伊甸园。

## 发行

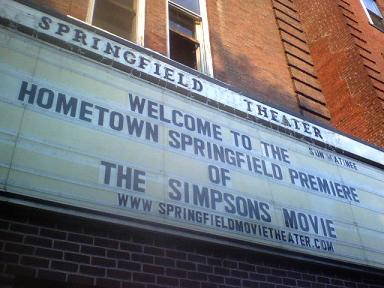
电影的首映式在佛蒙特州斯普林菲尔德举行，上图是首映剧院门口的标志牌

2006年4月1日，20世纪福克斯宣布影片会于2007年7月27日在全球上映。澳大利亚和英国的上映时间比其他国家和地区要早一天。电影上映前的几星期里，其剧情的保密工作一直做得很好。格罗宁认为，人们并不会在看报纸上的电视版块后根据剧情来选择观看这个星期的《辛普森一家》，这个节目吸收人的地方不是剧情，“大家只管打开电视，看看到底会发生什么。”
福克斯在全美16个名为“斯普林菲尔德”（Springfield，与春田镇的英文名称相同）的城市间举行竞赛，选出本片举办美国首映式的地点。这些城市均制作了一段影片，阐述他们主办这场活动的优势，结果则通过《今日美国》网站举行的投票决定。2007年5月31日，明尼苏达州布朗县的斯普林菲尔德出局。7月10日，佛蒙特州的斯普林菲尔德得以胜出，一共拿到15367票，比伊利诺伊州斯普林菲尔德的14634票只多了733票。佛蒙特州的斯普林菲尔德于7月21日举行《辛普森一家大电影》的全球首映式，传统的红地毯也更换成黄色，其他“斯普林菲尔德”则在7月26日开始放映，只是规模上有所不及。
美国电影协会将本片评为级，意味着13岁以下观众需要有家长陪同才能观看，理由是片中“到处都是无礼的幽默”。剧组事先预料到了这一结果。不过，英国电影分级委员会对影片的分级更宽松，为级，并且没有要求删除任何内容。该委员会发言人表示，片中虽然有巴特的短暂裸露镜头，但“没有任何性暗示的自然裸体镜头在电影中是可以接受的”。

### 市场营销
连锁便利商店将其在美国的11家和加拿大的1家连锁店改装成《辛普森一家》中的便利商店，共计耗资约1000万美元。7-还在多家连锁店推出“辛普森一家”主题商品，其中包括玩具，巴斯可乐、冰冻麦片和粉红电影甜甜圈。这些促销活动使改头换面的7-店面销售收益提高了30%。2007年7月24日《杰·雷诺今夜秀》的开场动画包括有霍默的独白，这也是对电影的宣传手段之一。

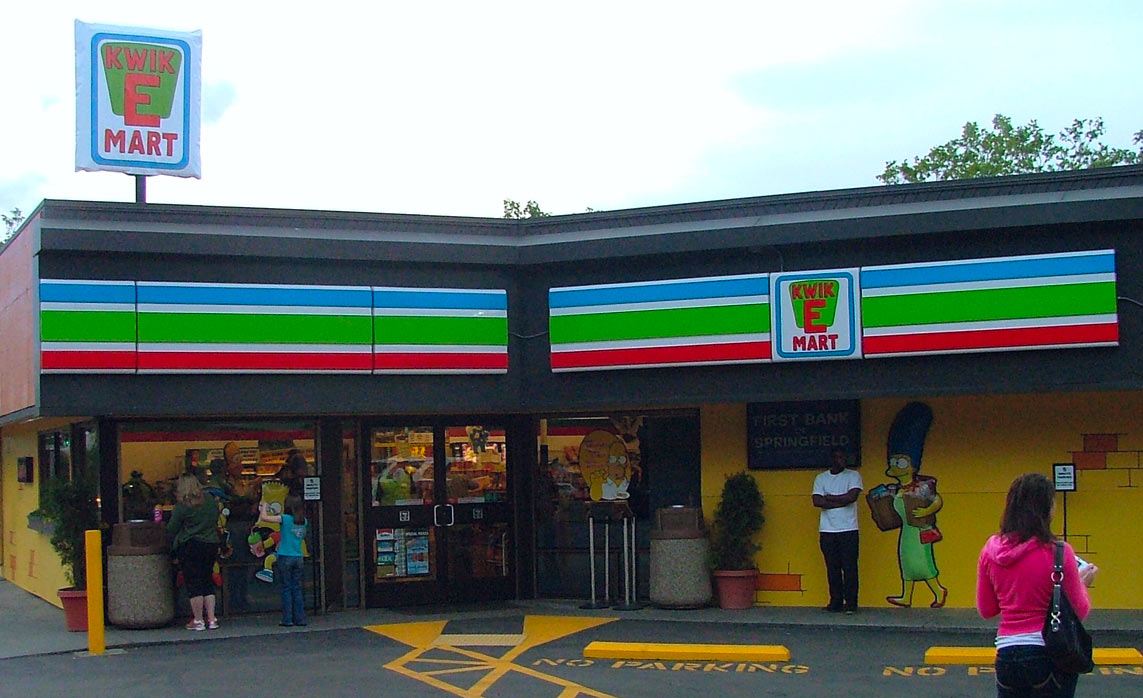
西雅图的这家7-Eleven店铺就改装成了Kwik-E-Mart便利商店

全世界其他多个国家也举行了促销宣传活动。20世纪福克斯在新西兰坎特伯雷区一个小镇上立起“巨型粉红甜甜圈”，庆祝该镇获名斯普林菲尔德；伦敦则出现一头双层浮空充气蜘蛛猪，飘浮在巴特西发电站旁边。英格兰多塞特郡的塞那阿巴斯巨人像旁画上了霍默的形象，但此举激怒了当地的新异教徒，他们还试图通过“祈雨魔法”将霍默的画像洗去。
麦克法兰玩具发行了根据本片设计了一系列动作玩偶产品线。艺电发行了《辛普森一家》（The Simpsons Game）游戏，与影片的同步发行，但游戏中的剧情并非根据电影改编。三星发行了辛普森一家大电影手机，微软也制作了限量版的辛普森一家大电影。班杰利公司制作了辛普森一家主题的啤酒和甜甜圈口味的冰激琳，所取的名称也和节目有联系。的用户可以免费下载动画和静态图像内容并在与他人聊天时使用。汉堡王发行辛普森一家玩具人偶产品线，随儿童套餐附赠，为此还制作了一系列的辛普森一家主题电视广告加以宣传。捷蓝航空也举行了系列抽奖活动，获奖者可以前去参加电影在加利福尼亚州举行的洛杉矶。他们还增加了一个《辛普森一家》机上娱乐系统的专用频道。

### 票房
《辛普森一家大电影》在美国上映的第一天进账3075万8269美元，截至2014年9月，这个成绩可以在历史上的所有电影中排名第53。影片首周一共在3922家电影院的5500张银幕上映，进账7403万6787美元并在周末登上票房榜冠军宝座。这也让本片在历史上所有7月开映的电影中首周票房排名第10，并且无论是在不属续集的电影还是电视节目改编的电影中都是最高的一部，表现远超出福克斯的4000万美元预期。
影片创下多项美国电影票房纪录，如没有采用电脑绘图制作的动画电影中首周最高票房纪录，并超越《碟中谍2》成为所有根据电视节目改编的电影中首周票房最高的作品；影片的首周票房在所有动画片中排名第3。电影在71个海外国家和地区上映，第一周就登上国际电影票房冠军宝座，收入达9600万美元，其中单英国就达2780万美元，是二十世纪福克斯公司出品电影在英国首周取得的第二好成绩。这个周末英国共有550万观众走进电影院，其中观看本片的就超过一半。《辛普森一家大电影》在澳大利亚首周进账1320万澳大利亚元，在该国电影史上排名第3，并且是所有动画片中最高的。影片在英国一共进账7842万6654美元，是除美国外的最好成绩，其次则是收入3628万9250美元的德国。影片在美国和加拿大的上映周期于2007年12月20日结束，共计收入票房1亿8313万5014美元，是2007年美加两国总票房第十二高的电影，也是全球第八高的电影。

### 家用媒体

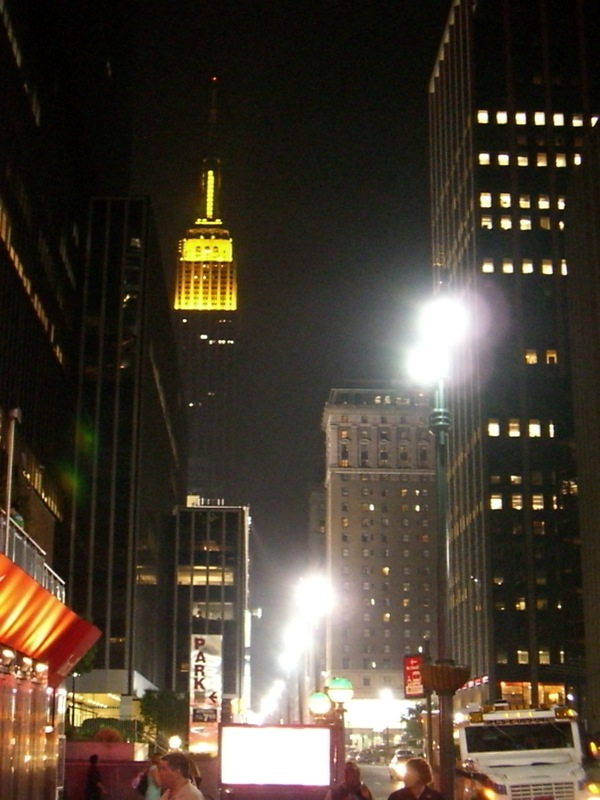
帝国大厦的顶端用灯照成黄色来为本片的家用媒体商品发售做宣传

2007年12月3日，影片在全球其他国家发行和蓝光光盘，同月18日再在美国发行。其中包含有制片人和动画师的评论音轨，6段删除镜头，还有一段精选内容来给影片发行做宣传。电影中还有一场镇上居民歌唱春田镇颂歌的未完成删减镜头还收录在《辛普森一家》第10季的套装中。
美国多地对影片的发售进行促销。帝国大厦的顶端用灯光照成黄色，这也是该大楼首次用来给电影作宣传。福克斯在英国展开了耗费500万英镑的广告攻势。片商还同优诺（Yoplait）酸奶公司签署了160万美元的价值，给该旗下品牌制作《辛普森一家大电影》的设计。发售首周就登上美国销售榜首，单出租收入就达到1180万美元。

## 反响

### 专业评价
《辛普森一家大电影》获得了影评人的良好评价。根据烂番茄上收集的200篇评价文章，有180篇给出了“新鲜”的正面评价，“新鲜度”达90%，平均得分7.6（最高10分）。而上收集的36篇评论中则有35篇好评，无差评，1篇褒贬不一，综合评分80（满分100）。英国的《卫报》和《泰晤士报》都给予影片四星评价（最高五星）。《泰勒士报》的詹姆斯·波恩（James Bone）表示，《辛普森一家》凭借狡黠的文化指涉和时常闪现的天才赢得了从小娃到文学博士的追棒，电影版也同时做到了这两点。彼得·布拉德肖在《卫报》撰文称，影片满足了观众可能会有的任何需求，他还觉得“85分钟时间还远远不足以让17年的喜剧天才走上正义之路”。埃德·冈萨雷斯（Ed Gonzalez）称赞了电影中的政治信息，他很喜欢片头的《痒痒鼠与抓抓猫》动画片段，以及随后施瓦辛格总统的处境，还有电影中的视觉噱头。兰迪·舒尔曼赞扬了演员的配音表现，形容他们把“配音的水准提升到了远超过简单阅读台词的程度”，他特别称赞朱莉·卡夫娜“一定是给出了有史以来最感同身受的表演”。罗杰·埃伯特也给予本片正面评价，但他也承认自己“总的来说不是很中意电视动画衍生出的电影”。在他看来，本片“激进的同时又很简单，有颠簸性但心地又很善良，看起来咄咄逼人但并非真要让人感到冒犯”。《时代》的理查德·科利斯（Richard Corliss）称，影片并没有试图要比电视“更粗鲁或更纠结，而只是规模更大、效果更好”。

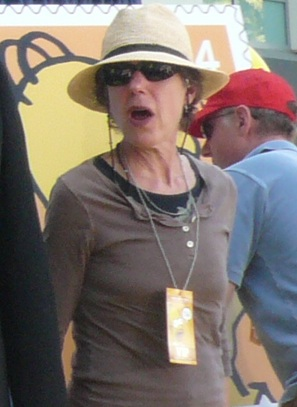
为玛琦配音的朱莉·卡夫娜因表演出真挚情感赢得赞誉，她因此还获得了一项安妮奖提名

《今日美国》影评人克劳迪娅·普格（Claudia Puig）认为，电影中的故事的确“值得一部长片电影的时长，这要归功于其中巧妙的剧情和无休止的插科打诨”。帕特里克·科兰认为，本片无疑是继《辛普森一家》的第12季或第13季以来最优秀的《辛普森一家》，他称赞了电影的动画表现，但也觉得片中像漫画男和西摩·斯金纳等人物的出场形象太短暂的同时又很无趣。柯克·哈尼科特（Kirk Honeycutt）在《好莱坞报道》上称颂了电影的善良本性，称其中有着各种程度的笑料，但他也指出，影片在把辛普森一家人带上大银幕的同时，却几乎没有什么进步。
《综艺》的布莱恩·洛瑞（Brian Lowry）称本片虽然“聪明、玩世不恭、讽刺而且应有尽有”，但这些东西“只能勉强”让影片的长度超过电视剧集。丽莎·舒瓦兹鲍姆（Lisa Schwarzbaum）通过《娱乐周刊》称赞了演员的配音表现，但觉得电影中的部分“动作”镜头有些拖泥带水。斯蒂芬·劳利（Stephen Rowley）将影片与电视节目的早期剧集相比较后总结认为，影片与后期的节目相比表现内容更丰富，但与早期那些让人们如此振奋的节目相比还有很长的路要走。《月报》杂志（The Monthly）影评人卢克·戴维斯（Luke Davies）对片长的看法和洛瑞类似，称影片剧情进展速度和半小时的电视剧集相差无几，感觉就像三集电视剧串在一块儿。“我们是在看电影，我们期待会有一些史诗般的东西。”他断言：将来回顾《辛普森一家》的历史时，与其把这部电影视为典范，不如说更象是部不伦不类的怪异作品。
《帝国杂志》刊登了一篇较为负面的评价，影评人伊恩·内森（Ian Nathan）将《辛普森一家大电影》和可口可乐公司推出的失败产品新可乐（New Coke）相提并论，称这是部“完全失败”的电影。菲尔·维拉利尔（Phil Villarreal）认为，片中“值得一笑的时刻太少”，批评影片“安于现状，没有延伸到新的领域”。希拉·约翰斯顿（Sheila Johnston）批评了电影的节奏和其中笑点的水准，仿佛大堆漫画式的笑话堆砌在一起，有些很搞笑，有些则十分勉强。大卫·爱德华兹（David Edwards）也有同样看法，他在评论中写道，影片虽然有“非常优异的半小时节目横冲直撞，但剩下的那些填充内容非常乏味”，他认为这“不算是部很糟糕的电影，只是让人感到非常失望”。科斯莫·兰德斯曼（Cosmo Landesman）认为，电影中的“幽默似乎失去了那种讽刺和机智”，并且“大部分笑料都是围绕着霍默的愚蠢堆砌起来的”。《洛杉矶时报》的卡琳娜·绰坎诺（Carina Chocano）也有同样看法，感觉“一旦到达对死亡和意义思考的地步，电影就原型毕露地堕落了。”她把本片于1999年的《南方公园剧场版》相比较，该片也改编自电视动画连续剧，绰坎诺称，在冷嘲热讽方面，这两部电影中“没有任何我们每晚在《每日秀》中听不到的东西”。布鲁斯·纽曼（Bruce Newman）批评片中大量次要人物的出场仅仅惊鸿一瞥，认为这是一部让人失望的电影。

### 荣誉
《辛普森一家大电影》赢得了英国喜剧奖的最佳喜剧电影奖和颁发的首届英国国家电影奖最佳动画片奖，并在英国尼克频道儿童选择奖角逐中击败《哈利·波特与凤凰社》、《加勒比海盗3：世界的尽头》和《怪物史莱克3》夺得最佳电影奖。电影的预告片在第8届金拖车奖角逐中获得了最佳动画/家庭电影预告片奖。《福布斯》根据票房成绩和上的专业评价将本片排在2007年电影的第三位。电影的网站还在第12届威比奖中获得了最佳电影网站奖。
影片在第35届安妮奖角逐中获得了4项提名，分别是最佳动画片、动画片导演、动画片编剧，朱莉·卡夫娜还获得了动画片配音奖提名，但最终全部不敌《美食总动员》。影片获第65届金球奖最佳动画长片奖提名，英国电影学院奖最佳动画长片奖提名，以及2007年美国制片人协会奖动画剧场电影奖。影片还获得了卫星奖最佳动画或混合媒体长片、芝加哥影评人协会奖最佳动画片、广播影评人协会最佳动画长片奖提名。
电影上映前就获得了2007年MTV电影大奖“你还没看到的最佳暑假电影”提名，但最终获奖的是《变形金刚》，所获“选择暑期电影——喜剧/音乐剧类”提名则不敌《发胶星梦》。此外，影片还获得了人民选择奖最受欢迎喜剧电影提名，但最终胜出的是《一夜大肚》。